# Historia Grecji

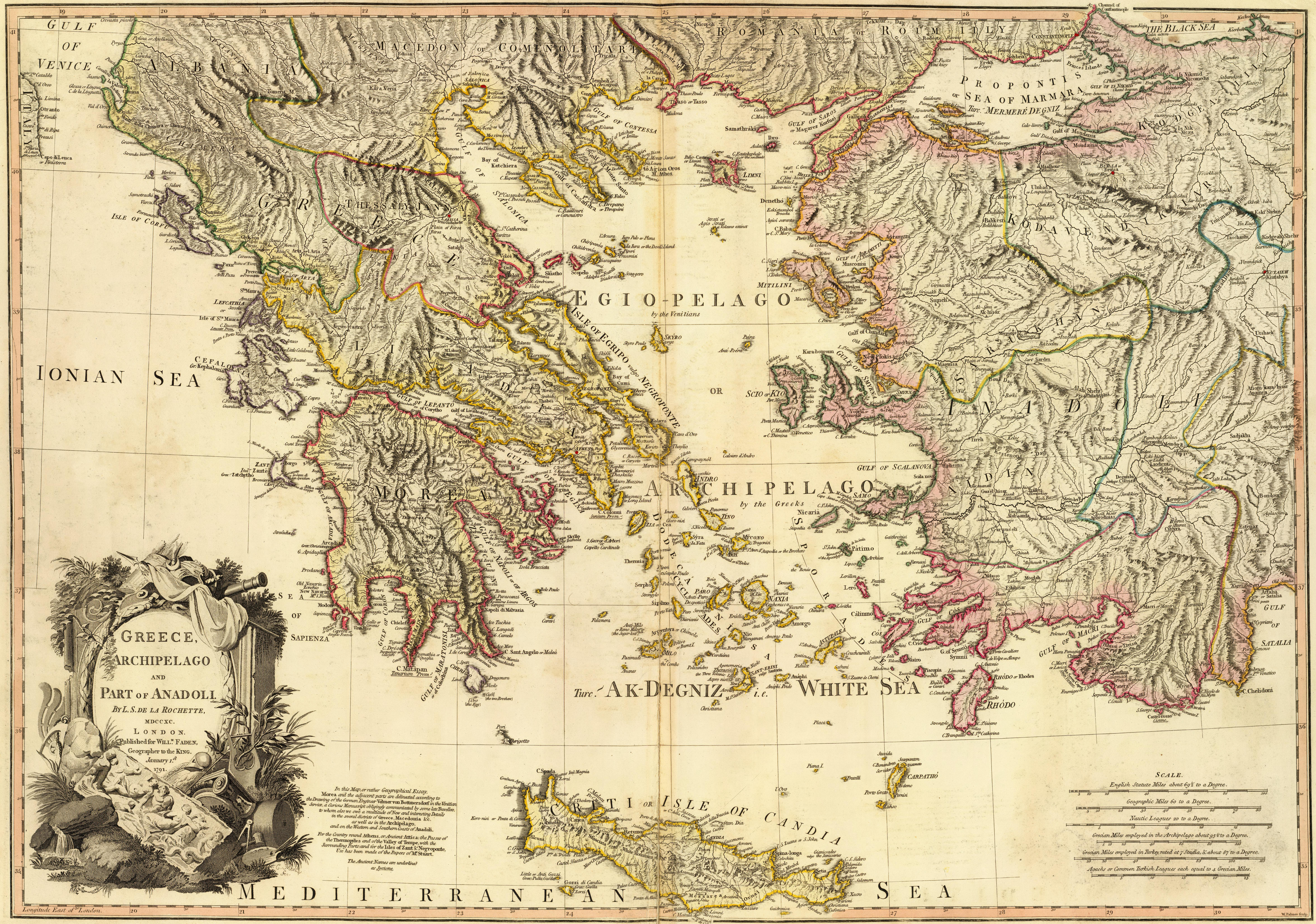
Grecja w 1791 r.

Historia Grecji – obejmuje dzieje współczesnej Grecji, a także narodu greckiego oraz obszarów, które historycznie zamieszkiwał i nad którymi panował.

## Grecja starożytna

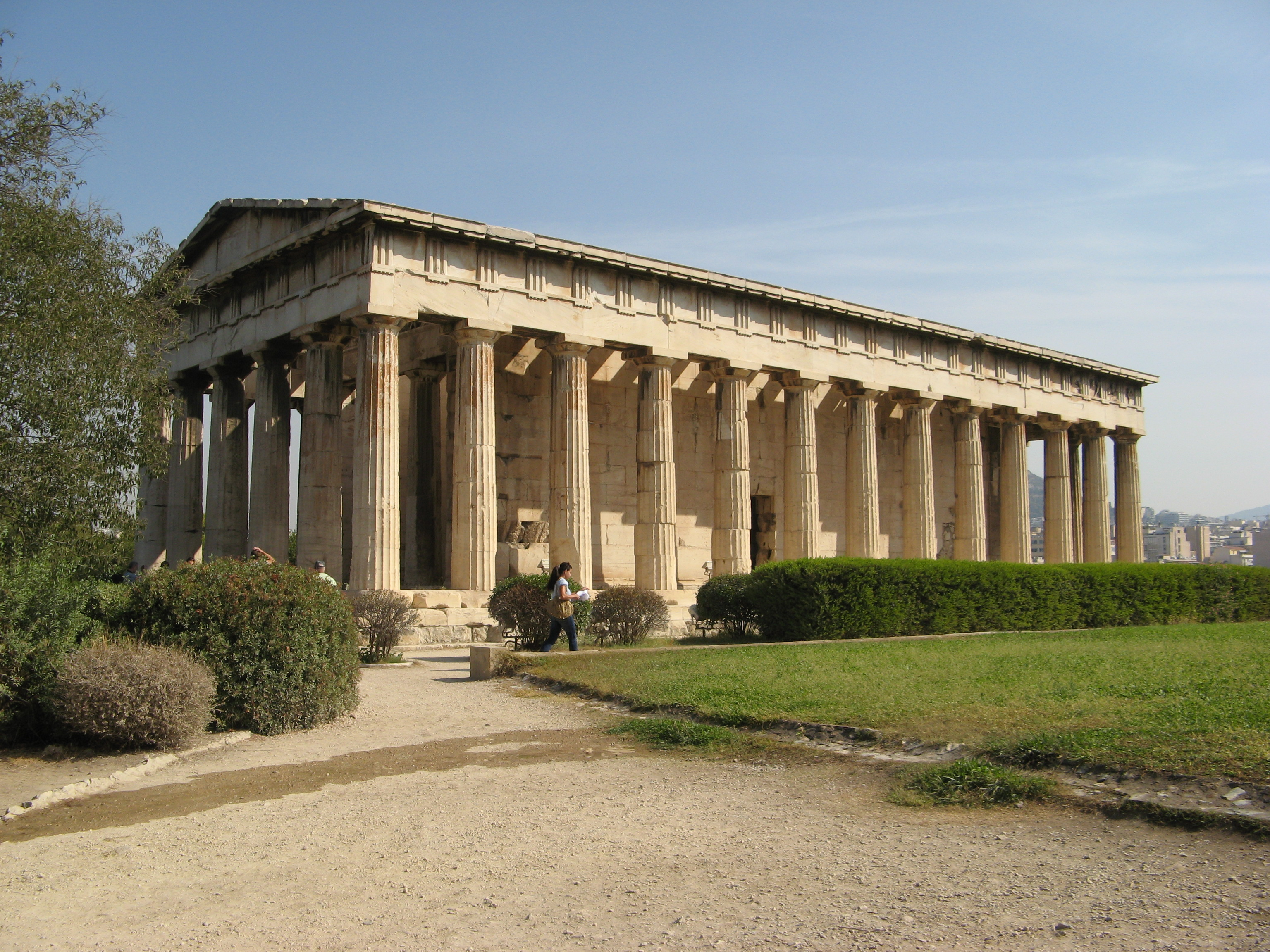
Grecka świątynia poświęcona Hefajstosowi w Atenach

Dzieje starożytnej Grecji (Hellady) to historia kilku następujących po sobie wysokich kultur oddzielonych „ciemnymi wiekami” i wielkimi migracjami. O najstarszej z tych kultur (jeszcze przedhelleńskiej) zwanej od mitycznego króla Minosa kulturą minojską, która rozwinęła się w III tysiącleciu p.n.e. na Krecie, wiadomo stosunkowo najmniej. Jej świadectwem są ruiny wielkich pałaców odkryte w Knossos i Fajstos. Nie wiadomo, kim byli ich budowniczowie. Nie udało się dotąd odczytać dwóch starszych z trzech pozostawionych przez nich systemów pisma. Z badań archeologicznych wynika, że w 2 połowie III tysiąclecia p.n.e. na wyspie znajdowało się wiele niezależnych małych państw. Pod koniec tysiąclecia władcy z Knossos podporządkowali sobie sąsiadów. Korzystne położenie geograficzne pozwoliło Kreteńczykom uczestniczyć w wymianie handlowej między ośrodkami cywilizacji greckich a Bliskim Wschodem i Egiptem. Zyski z handlu zainwestowano w rozwój floty, co uczyniło z Krety w XIX-XVIII w. p.n.e. największe mocarstwo morskie. Około 1800 p.n.e. Kreteńczycy założyli pierwszą kolonię na Kyterze, a wkrótce potem następne na innych wyspach Morza Egejskiego. W XV w. p.n.e. kultura minojska załamała się, co wiązane jest z erupcją wulkanu na wyspie Thira i – prawdopodobnie – z następstwami tsunami powstałego w trakcie tego wybuchu.
Przedstawiciele kultury mykeńskiej (greccy Achajowie) ukształtowanej w XV w. p.n.e. na Peloponezie, zniszczyli pałace na Krecie i narzucili wyspie swoje zwierzchnictwo. Posługiwali się przejętym od Kreteńczyków alfabetem, tzw. pismem linearnym B (odczytanym). Śladami ich działalności budowlanej są ruiny twierdz w Mykenach i Tyrynsie, a aktywności politycznej – późniejszy, literacki opis wojny z Troją w Azji Mniejszej (Iliada Homera).
W XII w. p.n.e. kultura mykeńska upadła – miasta zostały zniszczone, pismo wyszło z użycia. Stało się tak za przyczyną napływu obcych ludów i, być może, trzęsień ziemi. Czas od XII do VIII w. p.n.e. nosi w historii Grecji nazwę „wieków ciemnych”. W tym czasie Grecy kolonizowali wybrzeża Anatolii, powstały m.in. miasta Efez i Milet.
„Właściwa” starożytna Grecja ukształtowała się między VIII a VI w. p.n.e. Uformowały się wówczas państwa-miasta, terytorialne wspólnoty obywateli zwane polis. Powstał alfabet, pierwsze zbiory praw, umocniła się wspólnota kulturowa Greków, bazująca na wspólnocie języka, religii i tradycji zawartej w poematach epickich takich jak Iliada i Odyseja, a także na uznaniu ogólnogreckich ośrodków kultu: Zeusa w Olimpii oraz Apollina w Delos i w Delfach, igrzysk w Olimpii i wyroczni delfickiej. Emigracja ludności poszukującej lepszych warunków życia zaowocowała powstaniem kolonii greckich w całym basenie Morza Śródziemnego (Italia, Sycylia, tereny dzisiejszej Francji i Hiszpanii, Libii, Egiptu, Cypru i pd. Turcji) oraz nad Morzem Czarnym.
Pod koniec tego okresu ustaliła się ostatecznie odmienność ustrojowa największej polis Sparty, stale zagrożonej buntami podbitej ludności, zmilitaryzowanej i zamkniętej w swych granicach. Drugie co do wielkości, ale najludniejsze miasto-państwo Hellady, otwarte i ożywione handlem Ateny, przechodziło w VI w. przemiany ustrojowe, które do udziału w sprawowaniu władzy włączały kolejne grupy obywateli. Demokracja ateńska rozwinęła się w pełni w V w. Losowanie urzędów i wynagradzanie obywateli za sprawowanie funkcji publicznych umożliwiło wówczas bezpośredni udział w rządach nawet najuboższym.
Konflikt między Persją i greckimi koloniami w Azji Mniejszej, a następnie atak perski na poleis na Półwyspie Bałkańskim sprawił, że u progu V w. p.n.e. zagrożeni w swych siedzibach Grecy wspólnie wystąpili przeciw najeźdźcom. Współdziałanie Aten i Sparty pozwoliło zwyciężyć Persów (490–470 p.n.e.), ale korzyści polityczne z sukcesu wyniosły głównie Ateny. Nadal obawiające się Persów mniejsze polis uznały ich hegemonię i przyłączały się do kierowanego przez nie Związku Morskiego. Rywalizacja obu państw doprowadziła do kilkudziesięcioletniej wojny, w której zaangażowali się także sojusznicy Sparty ze Związku Peloponeskiego i Aten ze Związku Morskiego. Mimo udziału w kolejnych wojnach, Ateny były w V w. p.n.e. niekwestionowaną stolicą kulturalną Grecji.

## Cesarstwo Bizantyńskie
- 1054 – Wielka schizma wschodnia

Greckie Cesarstwo Bizantyńskie około 1025 roku

- 1082 – Wenecja uzyskuje prawo wolnego handlu
- 1096 – pierwsza wyprawa krzyżowa
- 1204 – IV wyprawa krzyżowa – powtórne zdobycie i tym razem bezprzykładny rabunek Konstantynopola
- 1204–1261 – Cesarstwo Nicejskie
- 1261–1453 – odrodzenie Cesarstwa Bizantyjskiego

## Okres Osmański

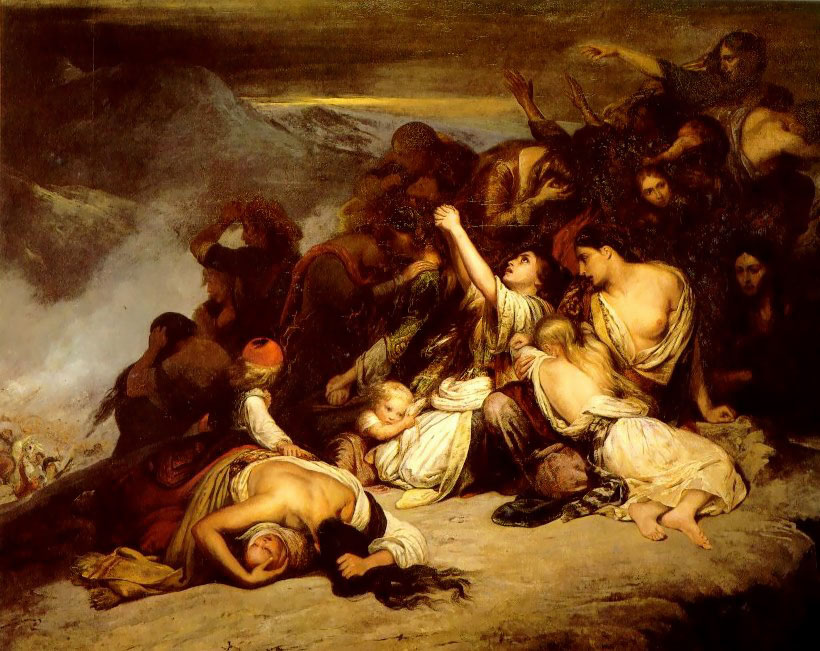
1803 r. – turecki oddział atakuje wieś, kobiety i dzieci wybiorą następnie skok w przepaść (powtarzalne fakty historyczne, okręg Soulio). Suliotki, obraz malarza francuskiego

- 1453 – zdobycie Konstantynopola, rządy osmańskie w Grecji
- 1645–1669 – wojna wenecko-turecka
- 1687 – Wenecja odzyskuje Peloponez, ostrzelanie Partenonu
- 1715 – Turcy ponownie zdobywają Peloponez
- 1768–1774 – wojna rosyjsko-turecka
- do 1821 – stłumienie 14 wcześniejszych greckich powstań narodowych[1]

## Walka o niepodległość, 1821–1832

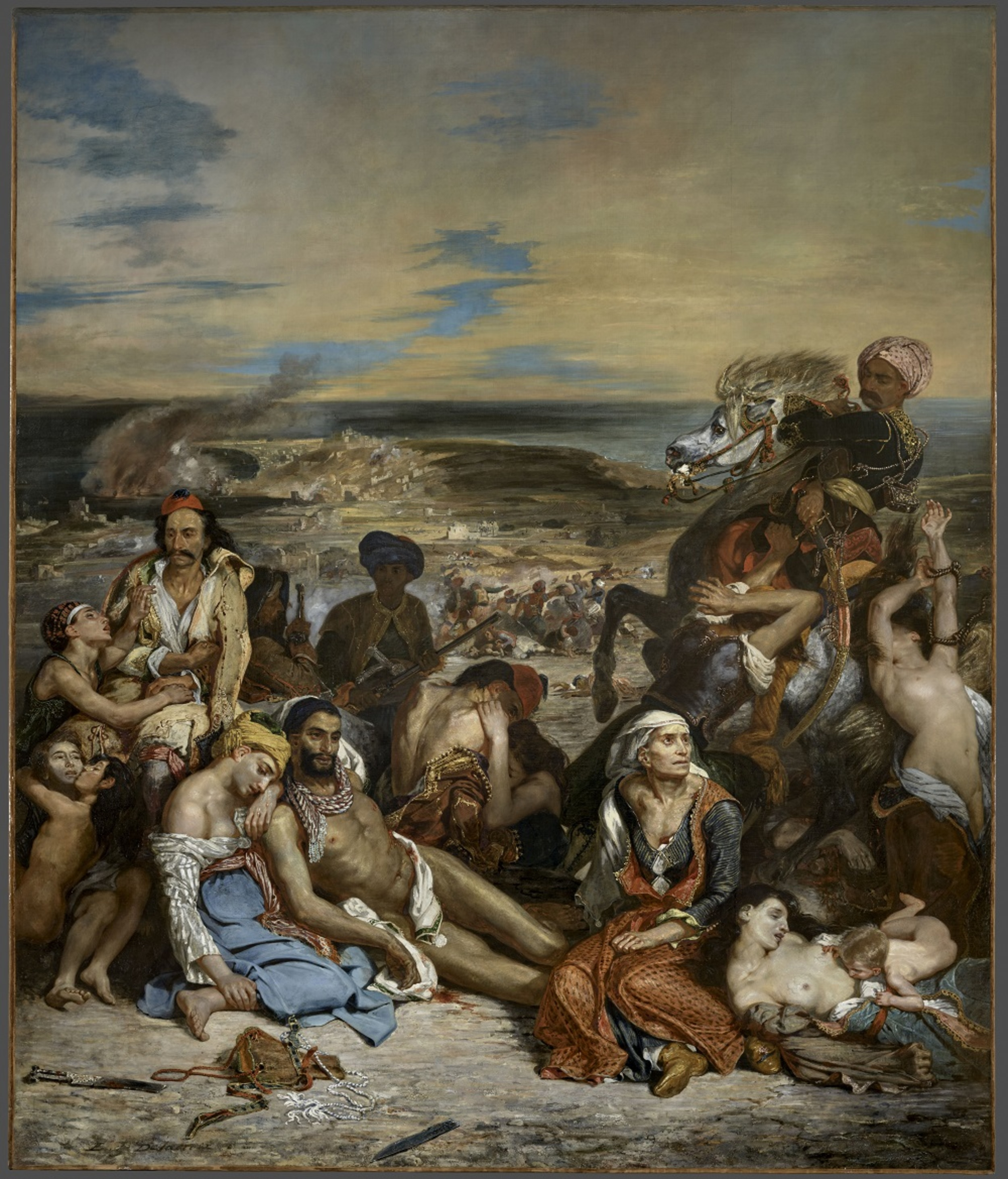
Masakra na Chios, obraz Eugène Delacroix

- 1800 – powstanie Republiki Heptanezu.
- 17 marca 1821 – mieszkańcy prowincji Mani, na Peloponezie, jednoczesnym, zaskakującym atakiem i zdobyciem trzech zamków – garnizonów tureckich oraz rzezią ich załóg, rozpoczynają wielkie greckie powstanie narodowe. 23 marca wyzwolone zostaje pierwsze greckie miasto, Kalamata. Tego dnia, w południe, przed kościołem Świętych Apostołów, kolejne szeregi powstańców składają przysięgę[2]. 25 marca arcybiskup Patras, Germanos ogłasza: Eleftheria i thanatos! (gr. Wolność albo śmierć!)[3] Powstańcy po raz kolejny składają uroczystą przysięgę, tę powszechnie dziś w Grecji przytaczaną[4].
- od 1821 do wiosny 1822 – wojska Porty, zajęte likwidacją grecko-rumuńskiego powstania Ipsilantisa w obecnej Rumunii, następnie rozprawą z Alim Paszą, nie mogą być jeszcze użyte w Grecji. Umożliwia to niemal całkowity, choć nietrwały, sukces powstania na Peloponezie, w Rumelii (obecnej zachodniej Grecji) i częściowo w Grecji centralnej.
- kwiecień 1822 – masakra greckiej ludności Macedonii Egejskiej, o charakterze czystek etnicznych, dokonana przez Emina – baszę Salonik, m.in. wymordowanie wszystkich Greków miasta i okręgu Nausa[5].
- kwiecień 1822 – opinią publiczną Europy wstrząsnęła rzeź lub sprzedaż w niewolę całej greckiej ludności, dokonana na Chios, najbogatszej z greckich wysp i nie biorącej udziału w walkach powstania. Podobne zbrodnie wojenne wydarzały się i wcześniej, przy czym okrutnie postępowały obie strony konfliktu, jednak Chiotes, jako naród kupców, byli społeczeństwom innych państw dobrze znani, a ich dzieci często pobierały na Zachodzie edukację. W odpowiedzi, Grecy przeprowadzają atak na turecką flotę u wybrzeży wyspy, podczas której Konstandinos Kanaris wysadza okręt flagowy wroga, zabijając kapudana paszę Kara Alego, odpowiedzialnego za masakrę dokonaną kilka tygodni wcześniej.
- lipiec 1822 – tureckie siły ekspedycyjne, mimo zwycięstw i okrucieństw, nie osiągają pełnej pacyfikacji Peloponezu. Następnie zostają pokonane przez powstańców i cywilnych uciekinierów (miejscową ludność), w kilku bitwach, w trudnym dla wojsk terenie, w pobliżu miejscowości Derwenakia. Z łącznej liczby 30 tysięcy, śmierci uniknęło zaledwie ok. 6 tysięcy żołnierzy osmańskich[6].
- wrzesień 1822 – powstańcy zdobywają, przepełnioną muzułmańskimi i żydowskimi uchodźcami, głodującą już kolonialną stolicę Peloponezu – Tripolitsę (obecny Tripolis). Następuje rzeź wszystkich mieszkańców. Historycy wskazują, że niemal cała muzułmańska ludność Peloponezu – tj. około 10% mieszkańców półwyspu – została wymordowana, w ciągu pierwszego okresu powstania[potrzebny przypis][7].
- 1822 – w poparcie Greków zaangażowało się w Europie ponad tysiąc wybitnych osób, a do Hellady napłynęli ochotnicy – około 600 oficerów, w tym z Polski[8]. Powstanie zostało uznane za bunt i potępione przez Święte Przymierze.
- 19 kwietnia 1824 – w zajmowanym przez powstańców Missolungi umiera na malarię wysłannik rządu Anglii, orędownik idei niepodległości Grecji, polityk, poeta George Gordon Byron. Śmierć ta, mobilizując opinię publiczną, zwiększa i przyspiesza brytyjskie zaangażowanie w pożyczki, udzielane powstańczym władzom[9].
- 21 czerwca 1824 – na wyspie Psara wylądowały wojska tureckie, dokonując i tu całkowitej rzezi. Prócz mieszkańców, uprzednio schroniło się tu wiele ludności cywilnej, głównie uciekinierów z innych wysp, w tym mieszkańców zmasakrowanej w 1822 sąsiedniej, większej wyspy Chios. 120 spośród obrońców, po desperackiej walce, świadomie wybrało dla siebie i swych bliskich śmierć samobójczą, wysadzając się w powietrze, w dominującej nad okolicą fortyfikacji Mavri Rachi – Μαύρη Ράχη[10] – czyn aktualnie zaliczany przez greckie podręczniki szkolne do kanonu historycznego. Tragedia, ale także determinacja obrońców odbiły się szerokim echem wśród społeczności międzynarodowej, wzmagając ruch filhelleński.
- 1824 – prezentacja w Luwrze obrazu Eugène Delacroix „Masakra na Chios” ponownie poruszyła opinię publiczną, która od tej chwili zaczęła domagać się od swych rządów interwencji, nawet militarnej, po stronie Greków.
- 1826 po trzecim już rocznym oblężeniu i pomimo prób brytyjskiej mediacji, zdobycie i masakra przez Turków miasta Missolungi, tego samego, w którym uprzednio zmarł Byron. Na murach obronnych zdobywcy zatknęli następnie 3 tysiące odciętych głów mężczyzn, kobiet i dzieci. Opisy te wstrząsnęły opinią publiczną Zachodu. Oburzenie wzrosło, po wystawieniu w Luwrze w 1827, kolejnego filhelleńskiego obrazu Eugène Delacroix „Grecja powstająca z ruin Messolongion”. Rozgłosu nabrała także okoliczność, że części obrońców udało się jednak przebić przez pierścień wojsk oblegających, dołączyli następnie do Greków, kontynuujących walkę partyzancką. Wydarzenie to, znane jako „Wyjście z Messolongion” obecnie stanowi dla Greków jeden z najważniejszych momentów historii ich narodu.
- 1827 – Bitwa pod Navarino – druzgocąca klęska floty turecko-egipskiej, przywraca greckim okrętom kontrolę nad dużym obszarem Morza Egejskiego. Odcięte od komunikacji wojska turecko-egipskie wkrótce zostaną zmuszone do wycofania swoich armii.

## Grecja niepodległa

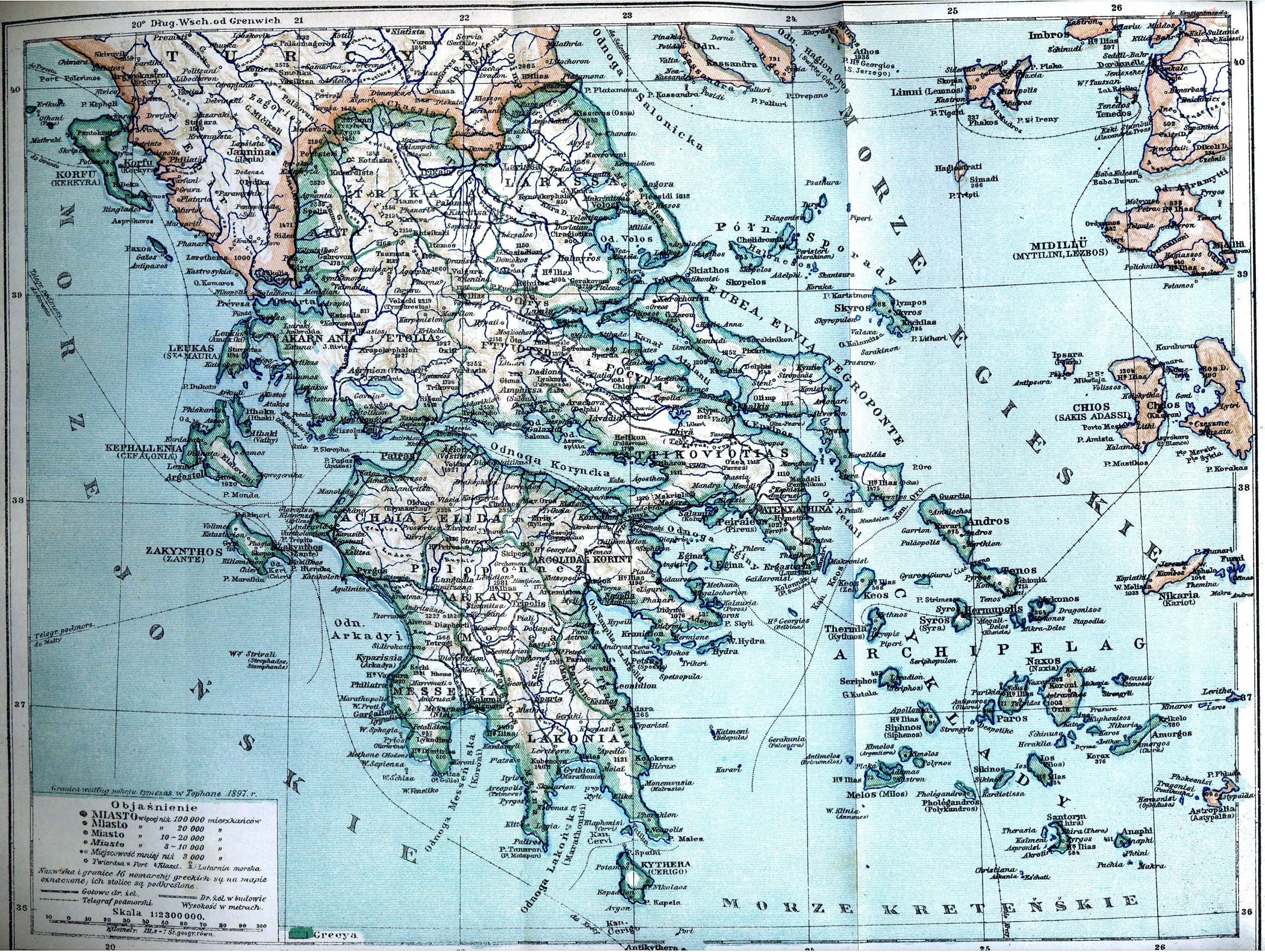
Grecja w 1900 r.

- 3 lutego 1830 – konferencja londyńska przyznaje Grecji pełną niepodległość
- 1832 – wstępuje na tron król Otton
- 1833 – Grecja obejmuje przyznane jej traktatami terytorium

1 lutego 1832 historia wyniosła księcia bawarskiego Ottona Wittelsbacha na tron Grecji. Król Ludwik Bawarski, ojciec Ottona, uzyskał zapewnienie, że nowy król Grecji będzie posiadał silną, dominującą pozycję w nowym państwie greckim. Panowanie Ottona I Wittelsbacha trwało do 10 października 1862.
W pierwszym okresie swego panowania, w latach 1833–1843 Otton I Wittelsbach rządził w sposób absolutny. Cała władza ustawodawcza i wykonawcza skupiła się w rękach młodego króla. Także władza sądownicza była sprawowana w imieniu króla. Król nie był odpowiedzialny przed Narodem – jak stanowiła grecka konstytucja. Stolicą państwa zostały prowincjonalne wtedy Ateny, zmieniane z pomocą niemieckich architektów. Założono, że wystarczą pałace, jeden park i infrastruktura miejska dla około 100 tysięcy ludności. Liczbę tę skorygowano potem na 600 tysięcy, co i tak wystarczyło na życie jednego tylko pokolenia. Negatywnie zaważyła okoliczność, że aż do roku 1922 stołeczność Aten uznawano za stan tymczasowy, poprzedzający odzyskanie Konstantynopola.
Podstawowe kierunki polityki zagranicznej także określane były przez Wielką Ideę.
- 1834 – Ateny zostają stolicą Grecji
- 1837 – powstaje Uniwersytet Ateński

W 1839 r. zaczął narastać w Grecji kryzys ekonomiczny i polityczny. Bieda, niezadowolenie społeczne spowodowane epizodem kreteńskim i brak legalizacji partii politycznych powodowały rosnące niezadowolenie wielkich mocarstw Wielkiej Brytanii, Francji i Rosji – gwarantów niepodległości i konstytucji Grecji. Wzmogły one swoje wysiłki, aby zmienić tę sytuację. 3 września 1843 komendant stołecznego garnizonu, pułkownik kawalerii Dimitrios Kallergis stanął na czele rebelii. Dowodzony przez niego oddział kawalerii dotarł pod gmach pałacu królewskiego i zażądał przywrócenia konstytucji. Wsparty przez inne oddziały wojskowe i mieszkańców Aten, uzyskał zapewnienie Ottona I Wittelsbacha o przywróceniu praw konstytucyjnych w Grecji. Okres absolutyzmu w Grecji uległ zakończeniu, rozpoczął się zaś okres monarchii konstytucyjnej.
- 1863 – zdetronizowanego Ottona, zastępuje Jerzy I Glücksburg
- 1864 – przyłączenie Wysp Jońskich

Wilhelm – Jerzy Glücksburg urodził się w Kopenhadze 24 grudnia 1845. 30 marca 1863 w wieku niespełna 18 lat został intronizowany jako król Grecji Jerzy I Glücksburg. Jednym z warunków, jakie zobowiązały się wypełnić trzy wielkie mocarstwa był zwrot Wysp Jońskich (w 1864 r. Anglia zwraca Grecji ten archipelag) oraz wypłacenie sumy 25 000 funtów rocznego „odszkodowania” w przypadku detronizacji króla. Król Jerzy I Glücksburg okazał się władcą o wiele bardziej elastycznym od swego poprzednika Ottona I Wittelsbacha. Konstytucja z 1864 r. znacznie ograniczyła zakres władzy królewskiej, dając duże uprawnienia wybieranemu w wyborach Parlamentowi. W zamian Grecja zobowiązała się powstrzymywać greckie rewolty na terenach zajmowanych przez wciąż potężną Turcję. Król Jerzy I Glücksburg wkrótce włączył się aktywnie do polityki greckiej, opanował język grecki, wizytował wszystkie, nawet odległe, tereny państwa. Widział ogromną nędzę i zacofanie swego nowego królestwa. W 1867 r. w Pałacu Zimowym w Petersburgu Jerzy I Glücksburg poślubił córkę wielkiego księcia Konstantego, piętnastoletnią Olgę. Dziewięć miesięcy później nowa królowa grecka wydała na świat następcę tronu, Konstantyna I Glücksburga. Konstantyn był najstarszym z siedmioosobowego potomstwa króla (pięciu chłopców, dwie dziewczynki). Pierwszy pałac królewski, zlokalizowany przy placu Syntagma, w centrum Aten, przekazano parlamentowi, a rodzina królewska zamieszkała w nowym pałacu Tatoi 27 km na północ od Aten. Król stał się w przeciągu kilku lat autorytetem i arbitrem greckiego życia politycznego.
- 1881 – przyłączenie Tesalii i części Epiru

W 1878 r. wielkie mocarstwa europejskie na kongresie w Berlinie zadecydowały o zwrocie Grecji Tesalii. Grecja odzyskała ją od Turcji w 1881 r. Lata 1880–1890 stanowiły dla Grecji okres rozwoju gospodarczego i społecznego. Budowane były drogi i linie kolejowe, rozkwit przeżywała flota i handel morski. Rozwijało się szkolnictwo i inne funkcje socjalne państwa.
- 1892 – otwarcie Kanału Korynckiego
- 1896 – pierwsza nowożytne igrzyska olimpijskie w Atenach z inicjatywy Pierre’a de Coubertina
- 1896 – powstanie na Krecie
- 1897 – wojna grecko-turecka, klęska Grecji, wysoka kontrybucja na rzecz Turcji, lecz na żądanie mocarstw Kreta otrzymuje autonomię

W 1897 r. w czasie rewolty antytureckiej na Krecie Grecja wysłała militarne wsparcie powstańcom. Kilka miesięcy później wybuchło powstanie w Macedonii. 17 kwietnia Turcja wypowiedziała Grecji wojnę. Siły greckie w Tessalii, poniosły poważne porażki, cofając się pod naporem dwakroć silniejszej armii tureckiej. Już po kilku tygodniach wojny Turcja, wspierana przez Niemcy, zagroziła integralności Grecji. Porażki doznała też armia powstańcza w Macedonii dowodzona przez następcę tronu Konstantyna I Glücksburga. Na Krecie sytuacja została spacyfikowana przez rozmieszczanie tam sił międzynarodowych, w ramach wspólnej operacji desantowej mocarstw. Wydarzenia te określa się nieraz jako pierwszą w nowożytnej historii, pokojową, wojskową operację międzynarodową. Rosja i Anglia podjęły szeroką akcję dyplomatyczną, która doprowadziła do zakończenia walk i zawarcia rozejmu. Mocarstwa zadecydowały o autonomii Krety od Turcji oraz o ustanowieniu urzędu Wysokiego Komisarza – sprawowanego przez Greka. Grecja musiała jednak zapłacić Turcji ogromną, jak na swe możliwości, kontrybucję. W tym celu skarb państwa zaciągnął pożyczki zagraniczne, ustanowiono nowe podatki i monopole dla sfinansowania ich spłaty, kraj ogarnęła drożyzna, król utracił wiele ze swej popularności i odsunął się od aktywnej polityki.

## Lata 1901–1936

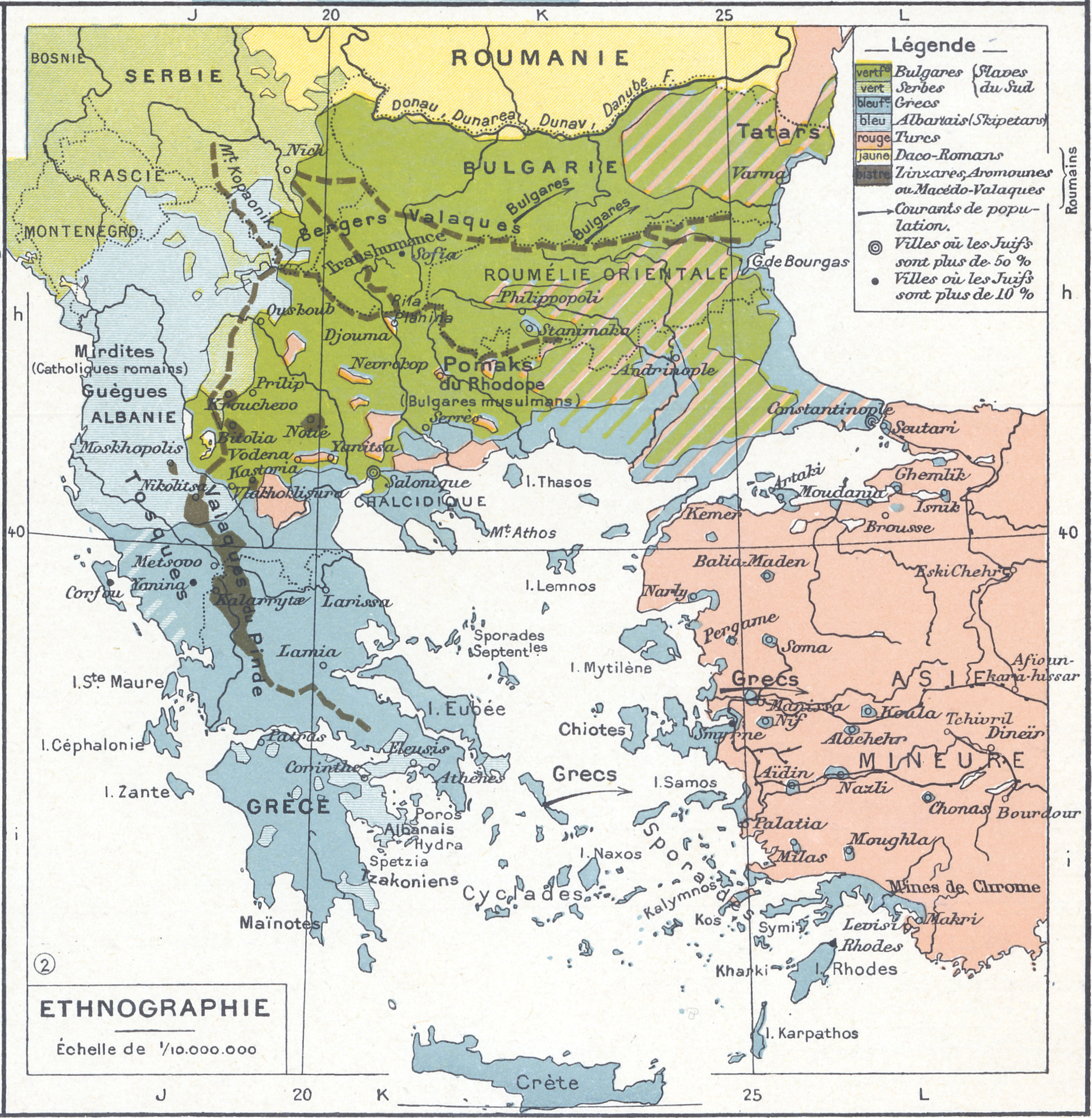
Mapa etniczna basenu Morza Egejskiego w okresie wojen bałkańskich

W 1909 r. grupa młodych oficerów zrzeszonych w Lidze Wojskowej zorganizowała pokojowy bunt w armii. Bunt ten stanowił protest przeciwko politycznej stagnacji i trudnościom ekonomicznym w kraju. Oficerowie prosili o przejęcie roli lidera politycznego przez dynamicznego polityka z Krety Elefteriosa Wenizelosa. Parlament uległ presji Ligi i wprowadził do konstytucji zmiany wzmacniające pozycję premiera.
W 1910 r. Elefterios Wenizelos stanął na czele rządu greckiego. W przeciągu kilku lat zainicjował głębokie reformy w gospodarce, służbach cywilnych, siłach zbrojnych i publicznym systemie oświaty. Posiadał też pełne poparcie króla Jerzego I Glücksburga.
Grecja pod rządami Wenizelosa dołączyła do sojuszu Bułgarii, Serbii i Czarnogóry przeciwko Turcji. Skutkiem tych działań były dwie wojny bałkańskie w latach 1912 i 1913. W pierwszej wojnie bałkańskiej w 1912 r. sojusznicy pokonali Turcję, wypierając ją prawie z całego europejskiego terytorium. Konstantyn I Glücksburg został szefem Sztabu Generalnego – głównodowodzącym armii. Zwycięska Grecja uzyskała rozległe terytoria na północy (Epir), wschodzie i zachodzie kraju (m.in. duże miasta Saloniki i Janinę). W wyniku porozumienia pokojowego w Londynie utworzono niepodległą Albanię. W drugiej wojnie bałkańskiej niezadowolona z jego wyniku Bułgaria, bez wypowiedzenia wojny zaatakowała Grecję i Serbię. W późniejszej fazie wojny (od lipca 1913) na Bułgarię uderzyły także Rumunia i Turcja. Zagrożona z czterech stron Bułgaria skapitulowała. Grecja uzyskała od Bułgarii południową część Macedonii z dużym portem Kawala. W tym samym roku Grecja przejmuje całkowitą kontrolę nad Kretą i większością wysp na Morzu Egejskim.

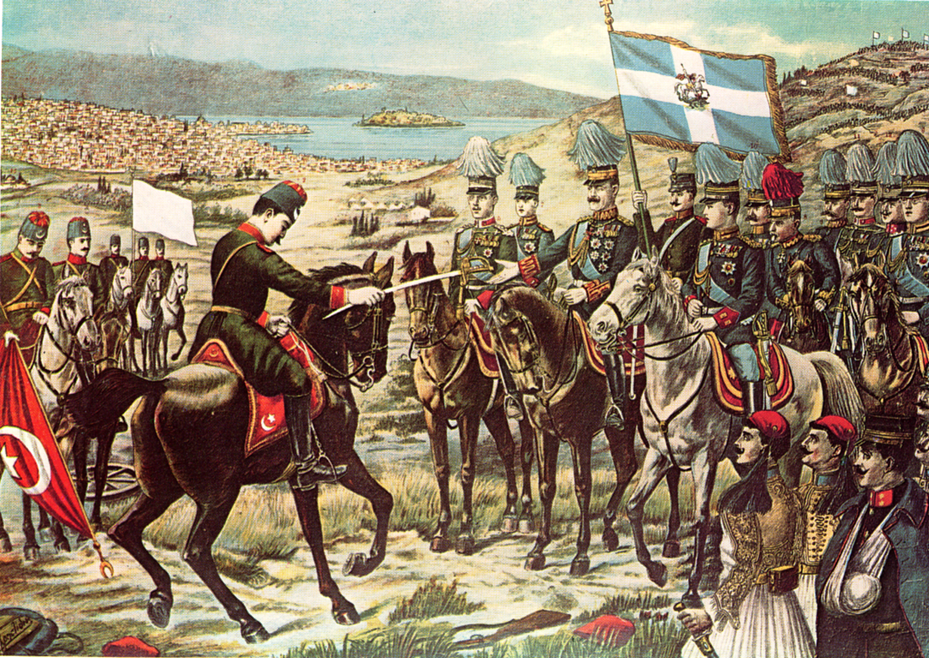
Wyzwolenie miasta Janina, głównego ośrodka Epiru – wizja momentu kapitulacji garnizonu tureckiego

Na początku 1913 r. król Jerzy I Glücksburg oznajmił, że w 50. rocznicę objęcia tronu, w październiku, abdykuje na rzecz Konstantyna I Glücksburga. 18 marca król udał się w towarzystwie adiutanta na spacer do portu w Salonikach. W drodze powrotnej odwiedził kawiarnię, w której czekał uzbrojony szaleniec. Postrzelony w plecy król zmarł na miejscu, a zamachowiec został pochwycony (popełnił samobójstwo w czasie procesu).
W 1913 na tron wstąpił Konstantyn I Glücksburg, który w 1917 abdykował z powodu przystąpienia Grecji do państw ententy. 12 czerwca 1917 królem Grecji został Aleksander I. Zachęcony wynikiem wojny światowej premier Wenizelos doprowadza w 1919 roku do wojny z Turcją. 10 sierpnia 1920 r. w podparyskim Sèvres zostaje zawarty traktat pokojowy pomiędzy pokonaną Turcją a zwycięską Ententą. Na jego mocy Grecja odzyskała prawie całą Trację, jednakże bez stołecznego Konstantynopola. Ponadto uzyskała ona prawo do pięcioletniej okupacji greckojęzycznej części Jonii – rejonu Smyrny. Mocarstwa nałożyły na Grecję obowiązek dopuszczenia tam lokalnego parlamentu, który po pięciu latach miałby się wypowiedzieć o dalszej przynależności tego terytorium. 25 października 1920 umiera król Aleksander I, na tron powraca Konstantyn I Glücksburg. W 1922 abdykuje Konstantyn I Glücksburg, a na tron wstępuje Jerzy II Glücksburg.

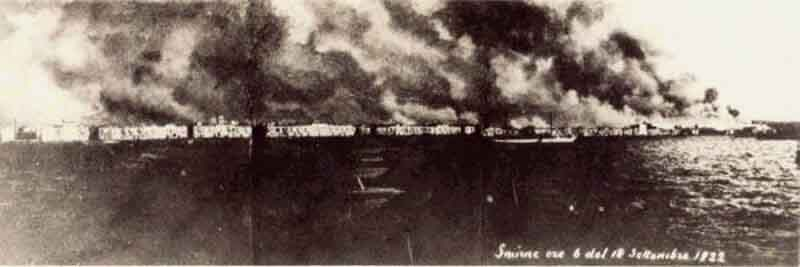
Narodowa katastrofa 1922: płonąca, wraz ze swą ludnością, grecka część Smyrny

Próba siłowego wprowadzenia Wielkiej Idei w życie i zdobycia Azji Mniejszej zakończyła się klęską armii greckiej oraz kolejnym, w ciągu kilku zaledwie lat, pogromem ludności helleńskiej zamieszkującej ten półwysep. 24 lipca 1923 podpisano Traktat pokojowy w szwajcarskiej Lozannie. Na jego mocy Grecja utraciła wschodnią część Tracji i oraz wszelkie prawa do terenów Azji Mniejszej. Pozostała przy niej jedynie zachodnia część Tracji. Z kolei Turcja zrzekała się wszelkich roszczeń do wysp Morza Egejskiego, poza wyspami Imroz i Tenedos oraz do Cypru. Granica państwa tureckiego przebiegać miała od tej chwili w odległości 3 km od Wybrzeży Azji Mniejszej. Nominalnie ten ustalony Traktatem w Lozannie przebieg grecko-tureckich granic obowiązuje do dziś, niemniej ostatnio Turcja kwestionuje granicę morską. W traktacie przewidziano także wymianę ludności pomiędzy Grecją i Turcją.
W wyniku tego postanowienia 1,5 miliona Greków zostało wysiedlonych z Turcji. Z Grecji zaś wyjechało 420 tysięcy Turków. W 1924 r. proklamowano Republikę.

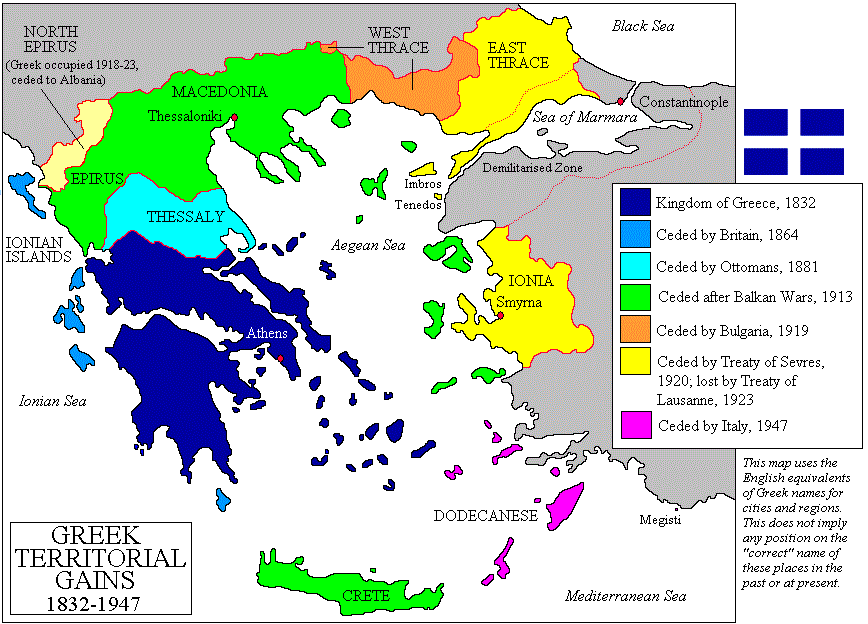
Zmiany terytorium Grecji w latach 1832–1947

## Okres dyktatury generała Metaxasa, 1936–1940
W okresie międzywojennym Grecja stanęła wobec wysiłku, związanego z koniecznością przyjęcia, ubrania, wyżywienia, pomieszczenia i zagospodarowania wielkiej rzeszy skrajnie biednych imigrantów. Na trudności te nałożył się także wielki kryzys. Toteż w 1935, z woli zmęczonych wyborców, przywrócono monarchię. Na tronie znów zasiadł Jerzy II Glücksburg. Po nierozstrzygniętych wyborach parlamentarnych 1936 r. król zainspirował wojskowy zamach stanu, blokując tym samym powstanie centro-lewicowego rządu koalicyjnego, w którego skład musiałaby wejść KPG. Generał Ioannis Metaxas zniósł demokrację parlamentarną i wprowadził dyktaturę. Rozwiązano partie polityczne i związki zawodowe, wprowadzono cenzurę (np. na mowę pogrzebową Peryklesa w „Wojnie Peloponeskiej” Tukidydesa), organizacja strajków stała się nielegalna. Większe strajki tłumiono zbrojnie, z ofiarami śmiertelnymi. Nastąpił okres brutalnych prześladowań części mniejszości etnicznych. Przez kolejne lata, poprzedzające oczekiwaną już włoską agresję, Grecja przybrała formę państwa totalitarnego. Posłużyło to do niemal skrytego, lecz starannego przygotowania obrony. Dyktator Ioannis Metaxas, deklarując faszystowską formę ustrojową kraju, opóźniał moment włoskiej agresji na Grecję. Wprowadzenie powszechnego przeszkolenia wojskowego młodzieży uzasadniał jej udziałem w faszystowskich organizacjach paramilitarnych. Represje wobec przeciwników politycznych nie były tak zbrodnicze, jak w pozostałych krajach faszystowskich. Dominował pragmatyzm, toteż do zwolnień i darowania wyroków, więźniom wystarczało opublikowanie pisemnego potępienia działalności „wywrotowej” lub „komunistycznej” (zobowiązanie lojalności). Po włoskiej agresji na Grecję, zwolniono i oddelegowano do wojska także prawie wszystkich pozostałych, więzionych komunistów.
Po raz pierwszy w Grecji wprowadzono obowiązkowe ubezpieczenia zdrowotne pracowników najemnych, zatrudnionych ze stałą umową o pracę. Zorganizowano w tym celu dominujący w Grecji do dziś Zakład Ubezpieczenia Społecznego (tzw. I.K.A.). IKA otwierała przychodnie i budowała szpitale. Do chwili wybuchu wojny, nie zdążyła jednak zmienić dramatycznej sytuacji zdrowotnej na prowincji państwa greckiego.
Lata 1936-1940, choć znaczone łamaniem praw obywatelskich, okazały się udane gospodarczo. Przy współpracy rządu, władz lokalnych i w dużym stopniu także Kościoła Greckiego, wykorzystując zaangażowanie przesiedleńców, szybko wzrastała produkcja przemysłowa i rolna. Grecka armia nabyła liczne, nowoczesne elementy uzbrojenia, w tym polskiej produkcji myśliwce PZL P.24, a grecki przemysł zbrojeniowy, za zgodą premiera Metaxasa, wydłużał serie produkcyjne, m.in. dostarczając nowoczesną artylerię republikańskiemu rządowi Hiszpanii, w Grecji uznawanemu ówcześnie za sprzyjający komunizmowi.
Lewicowa opozycja krytykowała okres dyktatury Metaxasa m.in. za płytkość i fasadowość reform socjalnych, połączone z rzeczywistym policyjnym terrorem, łamiącym nawet obowiązujące prawa faszystowskie i działającym wtedy w interesie pracodawców.
Wojskowi przeciwnicy polityczni Metaxasa wskazywali, że nawet w okresie nieuchronnie zbliżającego się starcia z Włochami i w trakcie mobilizacji, stanowiska dowódcze obsadzane były przede wszystkim według klucza przynależności politycznej, nie zaś kompetencji poszczególnych oficerów.

## Grecja w II wojnie światowej

### Liczebność greckich sił zbrojnych
- W początkowym okresie wojny Grecja skierowała do walki ponad 300 tysięcy żołnierzy.
- W momencie wyzwalania Grecji, greckie siły zbrojne liczyły ponad 200 tysięcy żołnierzy[20], w tym:
  - królewskie siły zbrojne na wychodźstwie: 21 000 żołnierzy[21]
  - zwarte, walczące oddziały partyzanckie: 147 000 żołnierzy
  - siły kolaboracyjne i hitlerowskie, powracające na stronę aliantów: 37 tysięcy policji i wojska

### Strefy okupacyjne
Król udał się na emigrację, gdzie wyznaczył polityków, mających tworzyć rząd emigracyjny. Rząd ten pozostał bez zauważalnego wpływu na sytuację w kraju. Najeźdźcy podzielili Grecję na strefy: niemiecką, włoską i inkorporowaną do Bułgarii strefę bułgarską. Ludność żydowską deportowano do obozów śmierci. Wprowadzono obowiązek dostarczania kontyngentu żywnościowego do Rzeszy, toteż śmierć głodowa pochłonęła 300 tysięcy ofiar. Do tej tragedii walnie przyczyniła się także brytyjska blokada morska, uniemożliwiająca tradycyjny, duży import żywności, niezbędny Grekom, także w okresie pokoju. W strefach włoskiej i niemieckiej działał grecki rząd kolaboracyjny, jednak dysponowane przezeń zasoby żywności wystarczały na pokrycie 4% potrzeb. W efekcie powszechnego głodu, hiperinflacji i skrajnej spekulacji nastąpił szybki rozwój partyzantki, zwłaszcza jej lewicowej formacji Greckiego Ludowego Wojska Wyzwoleńczego (ELAS) i z dużym wpływem komunistów. Gorliwą kolaborację i drastyczne formy spekulacji partyzanci karali śmiercią. Skutecznie podjęli wyzwalanie znacznych obszarów państwa spod wszelkiej władzy okupacyjnej. Niemcy zastosowali taktykę kłócenia Greków pomiędzy sobą. Rząd kolaboracyjny utworzył antypartyzanckie siły zbrojne Bataliony Bezpieczeństwa, składające przysięgę wierności Hitlerowi i armii niemieckiej. Jednocześnie Niemcy wspomagali bojówki, złożone z lokalnych faszystów, następnie przekształcane w pomocnicze wobec Niemców oddziały zbrojne, z licznym udziałem w nich mniejszości narodowych i kulturowych. Niemcy tworzyli też odrębne oddziały mniejszości, wykorzystywane następnie do pacyfikowania buntującej się ludności greckiej. Najlepiej zaopatrzona żywnościowo, jednak najciężej dotknięta krwawymi represjami, była grecka ludność zaboru bułgarskiego.
     Włoska
     Niemiecka
     Bułgarska

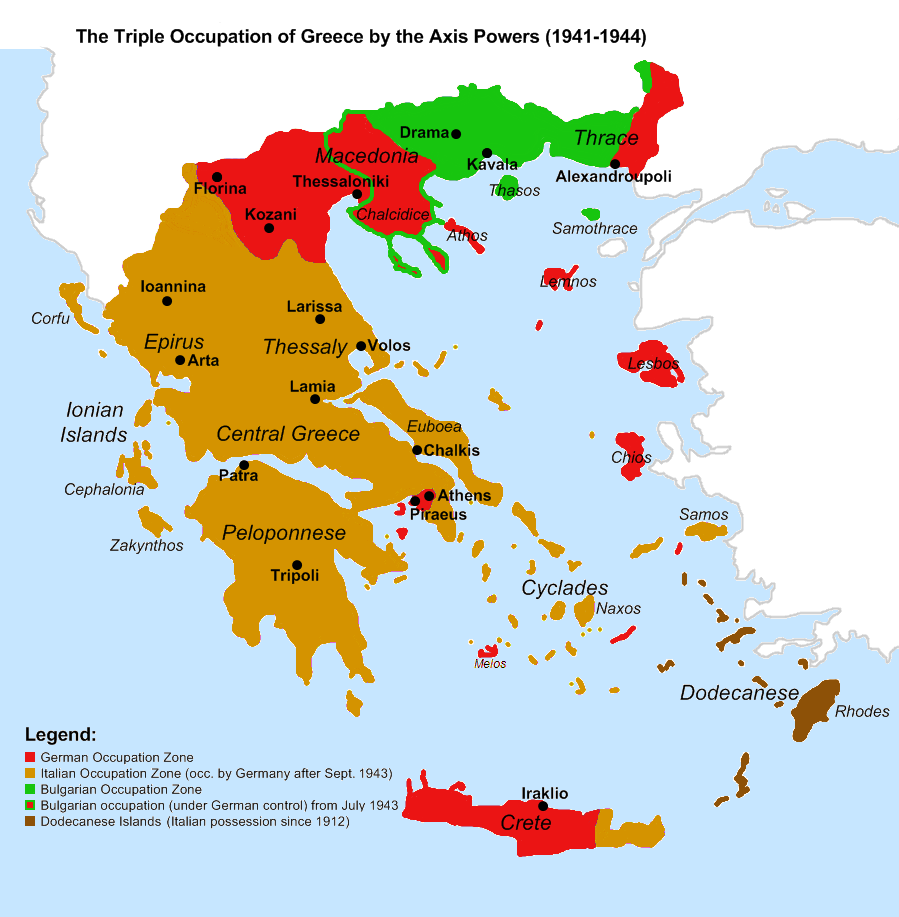
Mapa stref okupacyjnych w Grecji:
Włoska
Niemiecka
Bułgarska

Liczne włoskie oddziały okupacyjne współpracowały z ruchem oporu. W 1943 partyzanci przejęli nawet całość wyposażenia dwóch włoskich dywizji. Jeden z greckich oddziałów partyzanckich, utworzono głównie ze Ślązaków – dezerterów z niemieckiej armii.
Objawem rabunkowej eksploatacji Grecji przez okupantów był m.in. gigantyczna inflacja. Przykładowo, ceny chleba zmieniały się następująco:
- kwiecień 1941 – 10 drachm
- styczeń 1942 – 230 drachm
- lipiec 1943 – 2000 drachm
- styczeń 1944 – 38 000 drachm
- wrzesień 1944 – 153 000 000 drachm

Wskaźnik kosztów utrzymania, od kwietnia 1941 do października 1944, wzrósł o 230 598 491 – 100%.

### Ugrupowania ruchu oporu 1941–1944
Skupiały się wokół kilku obozów, niekiedy współdziałających w walce, częściej ścierających się:
- Największego, pozostającego pod znaczącym wpływem komunistów frontu politycznego – EAM (Ethnikón Apeleftherotikón Métopon – Narodowy Front Wyzwoleńczy) oraz podległego mu, lewicowo-republikańskiego (czyli w monarchii z założenia nielegalnego) ruchu partyzanckiego ELAS – dowódca: gen. Stefanos Sarafis.
- Sił zbrojnych monarchistycznego ugrupowania EDES (Εθνικός Δημοκρατικός Ελληνικός Σύνδεσμος (ΕΔΕΣ) – wierny przekład: Narodowa Demokratyczna Grecka Liga) – dowódca płk. Napoleon Zerwas. Przyjmuje się, że liczebność oddziałów EDES sięgnęła 12 tys. partyzantów w oddziałach i 7 tys. rezerwistów[27] oraz dominowały w jednej z prowincji – w Epirze (na terytorium Grecji oraz Albanii). EDES podporządkowany był rządowi emigracyjnemu. Notowano zarówno współpracę, jak i wzajemne starcia oddziałów EDES i ELAS, wtedy z dużym natężeniem ognia, jednak bez poważnych strat stron[28].
- Oddziałów bojowych organizacji Wyzwolenie Narodowe i Społeczne (gr. EKKA), ocenianych na 1000 zbrojnych, pod dowództwem Dimitrisa Psarrosa. Miała ona charakter politycznego centrum, jednak o silnie antykomunistycznym profilu. W roku 1944 partyzantkę tę całkowicie rozbił duży oddział ELAS, w kolejnym, trzecim już starciu zbrojnym obu ugrupowań.
- Organizacji terrorystycznej OPLA (Oganosi Prostasias Laikon Agoniston – Organizacja Ochrony Ludowych Bojowników), realizującej terror osobisty, wobec osób podejrzanych o kolaborację lub zdradę (np. donosicielstwo), lub osób znacznie bogacących się na spekulacji artykułami pierwszej potrzeby. OPLA, uważana za organizację komunistyczną, działała w ścisłej konspiracji i stosując wyłącznie karę śmierci. Działalność tej organizacji pozostaje słabo znana, toteż jej akcje przypisywano ogólnie lewicowemu ruchowi oporu. Wskazuje się na możliwość przenikania członków OPLA do miejskich organizacji partyzanckich i skrytą rekrutację ich członków[29]. Według innych źródeł, organizacja ta powstała w wyłącznym celu realizacji bardziej skutecznej samoobrony, niż umożliwiały to walki partyzanckie. OPLA miała zostać utworzona z początkiem 1944 r., z inicjatywy m.in. bojowników miejskich organizacji ELAS[30]. Zachowując konspirację, OPLA służyła pomocą i udzielała ochrony partyzantom ELAS, na terenach miejskich[29]. Spotyka się sugestie, że OPLA stanowiła tajną policję KKE[31]. Działalność lokalnych grup OPLA (jako Omades-drużyny Prostasias Laikon Agoniston), wznowiona została w okresie tzw. białego terroru (1945–1946) i wojny domowej, przyjmując wtedy formę samoobrony ruchu komunistycznego[32].
- Licznych mniejszych grup, walczących zbrojnie z okupantem. Jednym z pierwszych bojowników takiej grupy i bohaterem greckiego, narodowego ruchu oporu został Polak Jerzy Iwanow-Szajnowicz. W Salonikach, nazwano jego imieniem m.in. kryty obiekt sportowy klubu „Iraklis”, do niedawna największy w Macedonii.
- Istniały też silne oddziały partyzanckie, oparte na niszach etnicznych, skonfliktowane z innymi nurtami, jednak pozostające w kontakcie z aliantami. Często podawanym przykładem są Narodowe Grupy Partyzanckie, występujące jednocześnie przeciw najeźdźcy bułgarskiemu i przeciw lewicy.
- Łącznie, monografa greckiego ruchu oporu opisuje 348 różnych, greckich ugrupowań niepodległościowych, prowadzących walkę zbrojną i dwa dopomagające im ugrupowania działające wewnątrz armii niemieckiej (jedno z nich zgłosiło akces do ELAS), jedno ugrupowanie włoskie[33]. Ugrupowania te następnie jednoczyły się, były wchłaniane przez większe.
- Jednocześnie, monografa greckiego ruchu oporu wymienia 29 etnicznie greckich ugrupowań ideowo faszystowskich i hitlerowskich, współpracujących z okupantem[34].

### Działalność ELAS
ELAS (Ελληνικός Λαϊκός Απελευθερωτικός Στρατός – Ellinikos Laikos Aeleftherotikos Stratos – wierny przekład: Greckie Ludowe Wyzwoleńcze Wojsko). stanowiły oddziały o niejednorodnym pochodzeniu politycznym, lewicowe, wrogie monarchii, z dużym udziałem komunistów, jednak nie komunistyczne, jak się to często, acz błędnie uważa. „Elasites” stawiali cel wyzwolenia Grecji, a następnie zapewnienia jej republikańskiego ustroju, demokracji i suwerenności państwowej oraz przeprowadzenie reformy państwa, przypisującej mu funkcje socjalne, dziś uważane za naturalne w każdym państw Europy. Dokument założycielski określał, że oprócz wyzwolenia kraju, celem ELAS jest Zapewnienie porządku i bezpieczeństwa do momentu przeprowadzenia wyborów, w których lud wyrazi w sposób nieskrępowany swą wolę. Już w 1943 roku to ELAS, a nie okupanci, faktycznie kontrolował dużą część terytorium Grecji. Na zajmowanych terenach, partyzanci organizowali tzw. ludowe państwo EAM-ELAS. Partyzantka ELAS, mimo że podporządkowana EAM i jego rządowi, w 1943 r. przyjęła też formalną podległość wojskowemu dowództwu sił sprzymierzonych, następnie kilkakrotnie formalnie potwierdzając ten status, a przez cały okres okupacji była też ich rzeczywistym sojusznikiem. Partyzanci ELAS pozostawali w opozycji wobec króla i królewskiego rządu na wychodźstwie, jako nie posiadających demokratycznej legitymizacji. Mogli też liczyć na przyszłą wrogość ZSRR i Wielkiej Brytanii, jako mocarstw, zainteresowanych podziałem Bałkanów pomiędzy siebie, z czego na ogół, nie zdawano sobie wtedy sprawy.
Jesienią 1944 r. Oddziały ELAS liczyły ok. 75 tys. leśnych partyzantów i ok. 44 tys. rezerwistów – także partyzantów, biorących udział w akcjach oddziału, zamieszkujących w swych domach. Dysponowały artylerią polową – ponad stu działami i moździerzami. Istniała też kilkakrotnie liczniejsza od partyzantów grupa bojowników zakonspirowanych i niezgrupowanych w oddziałach. ELAS powołał też ELAN – marynarkę wojenną, z udziałem 1200 marynarzy, kontrolujących większość małych portów i patrolujących większość greckich wybrzeży, z około 100 bojowymi jednostkami pływającymi, O łącznym tonażu 4.000 DWT, czasem specjalnie w tym celu zbudowanymi, w trakcie okupacji.
O sile zdolności bojowej ELAS świadczy m.in. protokół zdawczy głównej części uzbrojenia ELAS:
działa różnych typów – 100 szt.; ciężkie moździerze – 81 szt.; lekkie moździerze – 138 szt.; ciężkie karabiny maszynowe – 419 szt.; ręczne karabiny maszynowe – 1412 szt.; pistolety maszynowe – 1412 szt.; karabiny samopowtarzalne – 713 szt.; karabiny i pistolety – 48 973 szt.; ręczna broń przeciwpancerna – 57 szt.; radiostacje – 17 szt.

### „Partyzanckie państwo” lewicy i republikanów
Liczna i bitna partyzantka uniemożliwiła okupantom kontrolę większej części prowincji. Na wyzwolonych terenach, poza kontrolowanym przez rojalistów Epirem, tworzono partyzancką republikę, nieuznającą królewskiego rządu emigracyjnego, jako pozbawionego demokratycznej legitymizacji. Na zajmowanych terenach, partyzanci zorganizowali tzw. ludowe państwo EAM-ELAS, powołując samorząd terytorialny, „Ludowy Aparat Sprawiedliwości” z sądami ludowymi, składającymi się z pięciu sędziów, obieralnych przez zgromadzenia miejscowości, przyjęto przy tym zasadę nadrzędności decyzji sądów ludowych, nad wolą dowódcy wojskowego ELAS, w sprawach wykroczeń cywilnych, co następnie doprowadziło do przyjęcia zasady, że organ wojskowy (partyzanci) lub polityczny (EAM) może pełnić rolę oskarżyciela, jednak nie sędziego, działalność Sądów Ludowych (Λαϊκα Δικαστήρια) była skodyfikowana. Stymulowano życie ekonomiczne i realizowano praktycznie równouprawnienie kobiet. Organy „ludowego państwa” zreformowały oświatę, egalitarnie traktując mniejszości językowe i blisko współpracując z mniejszością słowiańską. Podjęto organizację pierwszej w Grecji powszechnej oświaty przedszkolnej, pierwszej na prowincji publicznej służby zdrowia i sprawnego systemu łączności. Po wcieleniu lub eliminacji pomniejszych organizacji wojskowych, na początku 1944, w rejonach górskich sformowano, wyłoniony w demokratycznych wyborach, lewicowy rząd tymczasowy, pod nazwą PEEA (ΠΕΕΑ) – Polityczny Komitet Narodowego Wyzwolenia, konkurencyjny do emigracyjnego, uznawanego przez aliantów, jednak ze słabym poparciem w kraju. Zrealizowano wybory do 180-osobowego organu ustawodawczego, w którego pracy i głosowaniach mogli brać udział także posłowie ostatniego greckiego parlamentu, tj. rozwiązanego w 1936 Wydarzenia te bywają przez lewicę określane jako „Ludowe Państwo EAM-ELAS”. Czołowi badacze wysoko oceniają ówczesną popularność realizacji tego programu i w jej wyniku poparcie dla ELAS, na greckiej prowincji.
Dla rojalistów „Ludowe państwo EAM-ELAS” stanowiło „komunistyczną dyktaturę”. Współpraca z instytucjami „rządu z gór”, po wojnie traktowana była przez rojalistyczne sądy, jako ciężkie przestępstwo kryminalne. Za przestępstwo kryminalne, powojenne sądy uznawały też wszelkie akcje partyzanckie lewicy i republikanów, niezlecone im uprzednio przez sztab aliantów.
Po wycofaniu się Niemców, w Grecji wylądowały wojska brytyjskie oraz królewskie oddziały armii greckiej. W myśl wcześniejszych umów to oni odbyli triumfalny wjazd do stolicy, jako jej wyzwoliciele. Przywódcy lewicy oraz lewicowi partyzanci, ówcześnie nie posiadali wiedzy, o podpisanych na Kremlu tajnych porozumieniach, pomiędzy Winstonem Churchillem a Józefem Stalinem składającym losy Grecji, a więc domyślnie także los partyzantów, w ręce Wielkiej Brytanii.

## Okres po II wojnie światowej
W myśl wcześniejszych uzgodnień, utworzono koalicyjny rząd. Rząd ten rozpadł się w początkach grudnia 1944, wskutek bojkotu wobec sześciu ministrów, pochodzących z EAM. Bezpośrednim powodem było wyjście zeń ministrów EAM, nie godzących się na bezwarunkowe rozbrojenie ELAS i bez uzgodnionego wcześniej, jednoczesnego rozbrojenia także wszystkich innych ugrupowań.

### Powstanie„Dekemvriana”w Atenach
3 i 4 grudnia 1944, po zmasakrowaniu lewicowych demonstracji, według niektórych historyków bez wyjaśnionych do dziś przyczyn, ostrzelanych przez siły różnych formacji, uprzednio kolaboracyjnych i przy tym jawnie współpracujących z SS przez cały 1944 rok wybuchły gwałtowne, 35-dniowe walki w Atenach zapowiadając niebezpieczeństwo przyszłej, długotrwałej wojny domowej. Już 5 grudnia Winston Churchill zlecił brytyjskiemu dowódcy w Atenach potraktowanie stolicy Grecji jak zbuntowanego miasta wroga, a nie miasta sojuszniczego. Z wielkim trudem, używając także oddziałów byłych greckich hitlerowców, ściągając posiłki z Włoch oraz używając w mieście brygad komandosów, czołgów i bombardując robotnicze dzielnice stolicy Grecji z artylerii okrętowej i samolotów, wojska brytyjskie zdołały opanować sytuację. Walki przerywane były negocjacjami, w których uczestniczył nawet premier Wielkiej Brytanii Winston Churchill. W styczniu 1945 lewica musiała pogodzić się z porażką, partyzanci wycofali się z Aten. Ze swej strony sir Winston Churchill zdecydował o opóźnieniu powrotu do Grecji protegowanego przez Wielką Brytanię monarchy greckiego Jerzego II, do czasu odbycia referendum o ustroju. Otworzyło to drogę do porozumienia zgody narodowej, podpisanego 12 lutego 1945 r. w Warkizie. Zostało ono jednak tylko częściowo zrealizowane przez partyzantów – oddziały ELAS, z nielicznymi wyjątkami, rozeszły się do domów, uprzednio przekazując Brytyjczykom posiadane uzbrojenie, w tym całą broń ciężką, jednak prawdopodobnie zachowując znaczną część broni osobistej, co ówcześnie było na prowincji naturalne. Porozumienia nie realizowała także strona rządowa, gdyż już w kilka tygodni po podpisaniu umowy z Warkizy rozpoczęto masowe prześladowania członków byłego ruchu oporu ELAS.

### Wojna domowa
Na mocy porozumienia z Warkizy ELAS i inne ruchy partyzanckie zostały rozwiązane. W kraju przeprowadzono wybory powszechne (marzec 1946), co jednak odbyło się w atmosferze głębokiego terroru osobistego oraz urzędowych prześladowań wobec byłych uczestników lewicowego ruchu partyzanckiego ELAS. W szczególności w dniu przeprowadzenia wyborów, w więzieniach przebywało około 40 tysięcy osób skazanych, spośród co najmniej 80 tysięcy aresztowanych od chwili umowy z Warkizy, podejrzewanych o udział w lewicowym ruchu oporu. 767 biur i punktów informacyjnych lewicy EAM zostało uprzednio napadniętych i zdewastowanych. Okres pomiędzy starciami w Atenach a ponownym wybuchem walk partyzanckich, określany jest w greckiej historiografii mianem „białego terroru”; pojęciem tym posługują się również polscy autorzy Historii Grecji. Komuniści wezwali do bojkotu urn, sukces odniosły siły rojalistyczne, reprezentowane przez Partię Ludową. Premierem zostaje lider tej partii Konstandinos Tsaldaris (bratanek Panajotisa Tsaldarisa). 1 września 1946 w wyniku ogólnonarodowego plebiscytu, w dalszym ciągu, w atmosferze terroru nastąpiła restauracja monarchii. 27 września 1946 r. król powrócił na tron, w kwietniu 1947 Jerzy II Glücksburg umiera, a jego następcą został brat, Paweł I Glücksburg.
Formalnie działały jeszcze lewicowe partie polityczne, w tym KPG. Część lewicy schodzi do podziemia, zwłaszcza dziesiątki tysięcy prześladowanych, masowo aresztowanych i następnie torturowanych partyzantów byłego ruchu ELAS. W październiku 1947 komuniści utworzyli ideowe siły zbrojne. Spośród kombatantów ruchu oporu, ukrywających się przed nową falą prześladowań, już jesienią 1945 roku powstawały pierwsze oddziały partyzanckie. Na razie nie podejmujące innej walki niż samoobrona. Komuniści przekształcają je następnie w ideowo-komunistyczne Demokratyczne Wojsko Grecji (DSE) – dowódca gen. Markos Wafiadis, które w 1948 r. liczyło ponad 26 000 żołnierzy zorganizowanych w 9 dywizjach i mniejszych jednostkach. Liczba ta była jednak nieporównywalnie mała w porównaniu z dawnymi siłami ELAS, w skład których wchodziło 119 tys. partyzantów i rezerwistów. Armia rządowa została uzbrojona przez Brytyjczyków. Od 1947 zadania zaopatrywania armii rządowej przejęli Amerykanie działający w myśl doktryny Trumana. Oddziały królewskie osiągnęły stan ponad 180 tys. żołnierzy i policjantów, w tym byłych żołnierzy i oficerów hitlerowskich Batalionów Bezpieczeństwa.
Pod koniec 1947 powstańcy, panujący nad północnymi terenami Grecji, sformowali tam ponownie rząd tymczasowy (pierwszy, partyzancki rząd tymczasowy centrolewicy istniał już za okupacji). Aż do tego momentu partyzanci byli postrzegani przez centrum i szeroką lewicę, jako kombatanci ruchu oporu, walczący o podstawowe prawa obywatelskie, o rzeczywistą demokrację i o suwerenność. Powołanie wyłącznie komunistów do drugiego rządu tymczasowego zakończyło ten idealistyczny okres postrzegania DSE. W początkach 1948 roku komuniści kontrolowali już większą część terytorium Grecji, jednak bez dużych miast. Od II połowy 1948 roku silniejsza i znacznie lepiej uzbrojona armia rządowa (lotnictwo, artyleria, ścisła blokada brzegów morskich) zaczęła odnosić sukcesy, wypierając komunistyczną partyzantkę w coraz bardziej w górzyste tereny. Po odcięciu dróg zaopatrzenia wiodących z Jugosławii (po poparciu przez KKE Stalina w konflikcie z Tito) oraz po wysiedleniu przez armię rządową około 800 tysięcy ludności cywilnej, z terenów zagrożonych walkami, komuniści znaleźli się w bardzo trudnej sytuacji. Po kolejny, przegranych bitwach, w masywach gór na Witsi i Grammos, w których przewaga armii rządowej była już co najmniej 10-krotna, komuniści zadecydowali o przerwaniu walk. Dopiero wtedy partia pozwoliła partyzantom udać się na emigrację, nieraz całymi rodzinami, wywieziono też wiele małych dzieci. W wyniku wojny domowej zginęło ponad 70 000 żołnierzy obu stron i ludności cywilnej. M.in. straty armii rządowej wyniosły 12 777 zabitych (w tym 1032 oficerów), 4527 zaginionych, 27 000 rannych.
Około 12,5-14 tysięcy spośród tych emigrantów osiedliło się w Polsce. Polska wspierała grecką partyzantkę, dostarczając materiałów opatrunkowych oraz organizując transport materiału wojennego, drogą morską, przekazywanego Grekom przez Komintern. Ponadto dla ciężko rannych greckich partyzantów, zorganizowano tajny szpital wojskowy w Dziwnowie na wyspie Wolin oraz zaopiekowano się ok. 3.050 małymi sierotami. Grecka strona rządowa, na forum organizacji międzynarodowych, utrzymywała, że chodzi o dzieci uprowadzone za granicę, porywane przez obce osoby. Szczęśliwie, już wkrótce po wojnie, większa część spośród sierot greckich w Polsce odnalazła jednego, lub oboje swych biologicznych rodziców, wśród emigrantów politycznych – partyzantów DSE. Na terenach swej dominacji DSE wspierało działalność kulturalną i edukacyjną, w tym także aktywność słowiańskojęzycznej mniejszości. Rojaliści przedstawiali tę okoliczność jako akt zdrady narodowej.

### Obozy koncentracyjne
W latach 1947–1950 osobom niewygodnym – kombatantom ruchu oporu, także cywilom i nieprzychylnym monarchii żołnierzom wojsk królewskich, stawiano zarzut pozostawania pod wpływem komuznizmu, po czym umieszczano ich w nowo tworzonych obozach koncentracyjnych. W największym z nich, na wyspie Makronisos, w latach 1947–1950 więziono łącznie 1100 oficerów zawodowych i rezerwistów – kombatantów ELAS i 27 tys. niższych stopniem bojowników ELAS, DSE i żołnierzy królewskich. Jednak największą grupę więźniów, liczącą ok. 30 tys. osób stanowili cywile, w tym kobiety i dzieci, kierowani tu decyzjami administracyjnymi. Większość więźniów zmuszano do wyczerpującej pracy fizycznej, w palącym słońcu i zwykle bezużytecznej. Planowo i systematycznie popełniano zbrodnie.
W latach 1967–1974 część obozów otwarto ponownie.

## Grecja po wojnie domowej
- 1947 – monarchia konstytucyjna, ugruntowana pokonaniem partyzantów DSE w 1949 r. – w praktyce państwo policyjne, skierowane przeciw lewicy i mniejszościom narodowym.
- 1953 – utworzenie wojskowej Służby Konstrukcji Dzieł Przebudowy (Υπηρεσία Κατασκευής Έργων Ανασυγκροτήσεως, ΣΥΚΕΑ) z inżynieryjno-budowlanymi oddziałami MOMA (Μικτές Ομάδες Μηχανημάτων Ανασυγκροτήσεως), która do roku 1999, korzystając głównie z nisko wynagradzanej pracy żołnierzy, przeprowadzi szereg dużych zadań, związanych z powojenną odbudową i rozbudową infrastruktury, także cywilnej[89].
- 1957 – śmierć pod kołami wojskowego auta znanego posła lewicy, byłego dowódcy partyzantów ELAS, generała Stefanosa Sarafisa. Znaczna część Greków uważa ją za oczywisty mord polityczny[90].
- 1960 – krytykowany, baśniowo wystawny – zdaniem komentatorów – ślub księżniczki Zofii, związany z nim zjazd europejskich rodzin panujących i także z budżetu państwa sfinansowany, astronomiczny – jako ówcześnie określano – posag, przy jednoczesnym odrzuceniu ustawy o dofinansowaniu zacofanego, ubogiego szkolnictwa[91].
- 1961 – kolejna fala krytyki i demonstracje – zamieszki są reakcją na wystawne obchodzenie, na koszt państwa, sześćdziesiątych urodzin królewskich[92].
- 1963 – 27 maja, w trakcie wiecu, przed obiektywami kamer, mord polityczny działacza Ruchu Obrońców Pokoju Grigorisa Lambrakisa. Tropy śledztwa prowadzą do oficerów policji, jako organizatorów, co w rezultacie, odmiennie od wcześniejszych praktyk, doprowadzi do ich ujawnienia i skazania[93].
- 1964 – Paweł I umiera, koronacja jego syna Konstantyna II.
- 1966 – jako ostatnia w Europie, Grecja wkracza w erę telewizji czarno-białej, emitowanej na razie tylko w dużych miastach. Na emisje w kolorze przyjdzie poczekać do roku 1979[94].
- 1967 – przejęcie władzy przez juntę wojskową (junta czarnych pułkowników). Fala aresztowań, obozy, tortury, mordy polityczne, listy osób pozbawianych obywatelstwa greckiego, emigracja prominentnych przedstawicieli polityki i kultury, każdej z demokratycznych opcji. Rozważna polityka gospodarcza i szybki wzrost stopy życiowej.
- 1973 – detronizacja Konstantyna II Glücksburga i proklamowanie republiki przez juntę.
- 1973 – krwawa rozprawa z pokojowym protestem studentów czterech głównych wyższych uczelni. Atakują czołgi, padają liczne serie z broni maszynowej, oficerowie publicznie dokonują mordów na zatrzymanych; ponowna fala prześladowań, tortur osób podejrzewanych o wspomaganie studentów, w tym kobiet; kolejny przewrót wojskowy – władzę przejmują dowódcy wojskowi – pacyfikatorzy Politechniki Ateńskiej.
- 1974 – rządząca w Grecji Junta sięga po władzę także na Cyprze. W zagrażającym starciu zbrojnym z Turcją nieprzydatny okazuje się sojusz Grecji z NATO i USA, a greckie siły zbrojne popadają w bezwład organizacyjny. Tracąc panowanie nad sytuacją, wojskowy prezydent kraju zmuszony jest prosić o powrót i pomoc przywódcę prawicowej, demokratycznej opozycji Konstandinosa Karamanlisa.
- 1974 – sformowanie prowizorycznego gabinetu – tzw. rządu jedności narodowej. Nominalne przywrócenie monarchii; zniesienie monarchii po referendum; aresztowanie junty na polecenie premiera Konstandinosa Karamanlisa; Grecja głośno demonstruje niezadowolenie z braku funkcji obronnej paktu, wewnątrz NATO i ogłasza okresowe zawieszenie uczestnictwa w strukturach militarnych paktu; pierwsze wolne wybory parlamentarne i początek rzeczywistej demokracji, nieobecnej od 1936 roku. Anulowanie ustaw, odbierających obywatelstwo licznym wychodźcom politycznym (w tym wielu Grekom w Polsce). Zapowiedź kontrolowanego uchylania granic dla odwiedzin wychodźców politycznych i ich rodzin.
- 1975 – już w lutym zakończenie procesów junty. Na ponad 30 głównych winnych zapadają wyroki śmierci (nie wykonane) i długoletniego więzienia (wykonane). Kierujący masakrą na Politechnice Ateńskiej generał Dimitris Ioannidis, otrzymuje 7-krotny wyrok śmierci oraz dożywocie. Stopniowo wydawane są pierwsze zezwolenia na odwiedziny w Grecji byłych partyzantów DSE i ich rodzin.
- 1981 – Grecja przyjęta do EWG.
- 1981 – Andreas Papandreu premierem; ostrożne centro-lewicowe reformy społeczne; zniesienie procedur wizowych – zupełne otwarcie granic dla wychodźców z lat wojny domowej i diaspory z ZSRR.
- 1982 – parlament uznaje prawa kombatanckie bojowników ruchu oporu z okresu II wojny światowej[95], co wiązało się z uznaniem walki partyzanckiej za służbę wojskową i przyznaniem odznaczeń i rent inwalidzkich, także licznym uczestnikom wojny domowej.
- 1983 – pakiet ustaw, wspierających ekonomicznie repatriację wychodźców politycznych i ich rodzin oraz diaspory greckiej z ZSRR. Repatriacja rodzin nie-greckojęzycznych została ograniczona prawnie do osób, deklarujących świadomość greckich korzeni i gotowych złożyć przysięgę obywatelską[96].
- 1989 – koalicyjny rząd sojuszu partii komunistycznych „Synaspizmos”[97] oraz prawicowej partii „Nea Dimokratia”[98], wprowadza ustawę o zniszczeniu teczek osobowych MSW i zakazie korzystania, bez zgody zainteresowanych lub Sądu, z zawartych w nich niegdyś danych osobowych. Równolegle, jednomyślnie, uchwalona została ustawa o uznaniu walk 1946–1949 za Grecką Wojnę Domową. Określono obowiązek zamiany treści podręczników historii, w odniesieniu dla tego okresu, oraz wprowadzono obowiązek stosowania nazewnictwa, honorowego dla obu stron. Za kombatantów uznano wszystkich uczestników Ruchu Oporu oraz żołnierzy stron wojny domowej, bez względu na organizacje wojskowe, do których ówcześnie należeli.
- 2002 – wprowadzenie waluty euro – doprowadziło ono następnie Grecję do spadku konkurencyjności gospodarki o 30% i w efekcie do głębokiego kryzysu finansowego[99].
- 2004 – Grecy pomyślnie realizują Letnie Igrzyska Olimpijskie „Ateny 2004”.
- 2008 – w grudniu, po rozruchach młodzieżowych, skutkujących dwutygodniowym chaosem i dużymi zniszczeniami w centrum stolicy, Grecja gwałtownie osuwa się w recesję. Uprzednio prosperujące firmy, stają wobec zagrożenia bankructwem, niemal z dnia na dzień, gdyż odwoływane są złożone wcześniej zamówienia. Spadają wpływy z turystyki i przewozów morskich – tradycyjnie głównych źródeł napływu dewiz.
- 2009 – rząd Konstandinosa Karamanlisa[100] przeznacza 27 mld euro na podtrzymanie sektora bankowego, zachwianego wskutek zbyt dużych inwestycji na Bałkanach i w Polsce. Państwo udziela gwarancji do wysokości 100 000 euro, dla każdej, indywidualnej lokaty oszczędnościowej, oddzielnie. Na koniec 2009 r. deficyt budżetowy rządu wyniósł już ponad 15%[101].
- 2010 – nowy rząd, premiera Jorgosa Papandreou[102] negocjuje i otrzymuje 110 mld euro pożyczek stabilizacyjnych, przewidzianych na lata 2010–2012, udzielanych za pośrednictwem państw UE oraz MFW, głównie przez Chiny. Chiny ponownie zgłaszają zainteresowanie bezpośrednimi inwestycjami w grecką infrastrukturę transportową. Realizują budowę nowych nabrzeży i kompleksów magazynowych, przy zespołach głównych greckich portów morskich, wobec niewejścia w życie podpisanej wcześniej umowy o leasingu już istniejących urządzeń.
- Listopad 2010 – w poważnych mediach cytowane są analizy dotyczące opcji opuszczenia strefy euro, z dewaluacją greckiej waluty o ponad 50%, w grudniu wypowiedzi specjalistów potwierdzają możliwość powrotu drachmy.
- 2016 – najgorszy rok kryzysu, z PKB niższym o ponad -45%, wobec wyniku z roku 2008[103].